# Cefalalgiafobia
A cefalalgiafobia é o medo de dores de cabeça ou de ter uma dor de cabeça. Cefaleia é um termo oriundo do latim para dor de cabeça, cefálico significa cabeça e algia significa dor. Harvey Featherstone introduziu essa fobia em meados da década de 1980 como o medo de ter dores de cabeça ou enxaquecas durante um período sem dor. Pacientes com essa fobia usam medicamentos analgésicos excessivamente para evitar dores de cabeça. Os pacientes que experimentam esses medos têm um historial de enxaquecas frequentes. Para evitar uma futura dor de cabeça ou enxaqueca, o paciente toma medicação analgésica para melhorar a dor. No entanto, os médicos não prescrevem medicamentos para a dor, mas medicamentos psiquiátricos para lidar com a fobia em si. Tratamentos não farmacológicos com terapia de acupuntura demonstraram reduzir a intensidade desta fobia.

## Prevalência
A prevalência de cefalalgiafobia não é bem conhecida, pois há poucos casos relatados para análise estatística. Os pacientes provavelmente não saberiam que o uso de medicamentos é uma resposta fóbica. Cefalalgiafobia: uma possível fobia específica da doença relata um estudo com 12 pacientes que encontrou um comportamento de evitação particular entre essas pessoas relacionado a ataques de enxaquecas crónicas. A sua pesquisa encontrou uma taxa de prevalência de cefalalgiafobia no seu estudo populacional de 60%. Os pacientes neste estudo preencheram os critérios diagnósticos para sofrer de uma fobia específica com base no DSM-IV, mesmo que não se relacionasse especificamente com cefalalgiafobia.

## Tratamentos
Os tratamentos conhecidos para esta fobia incluem medicamentos prescritos para pessoas que sofrem de ansiedade, depressão e outras fobias; eles incluem inibidores seletivos da recaptação da serotonina, antidepressivos tricíclicos, benzodiazepínicos e vários tipos de psicoterapia. Os tratamentos não medicamentosos para as dores de cabeça incluem a acupuntura, que demonstrou reduzir o medo das dores de cabeça. "Uso da acupuntura para o tratamento das dores de cabeça antes do encaminhamento neurológico" discute os benefícios positivos de como a acupuntura ajuda a aliviar os sintomas dos pacientes que foram estudados.